# Australian Championships 1955
Gli Australian Championships 1955 (conosciuto oggi come Australian Open) sono stati la 43ª edizione degli Australian Championships e prima prova stagionale dello Slam per il 1955. Si è disputato dal 21 al 31 gennaio 1955 sui campi in erba del Memorial Drive Park di Adelaide in Australia. Il singolare maschile è stato vinto dall'australiano Ken Rosewall, che si è imposto sul connazionale Lew Hoad in 3 set. Il singolare femminile è stato vinto dall'australiana Beryl Penrose, che ha battuto la connazionale Thelma Coyne Long in 3 set. Nel doppio maschile si è imposta la coppia formata da Vic Seixas e Tony Trabert, mentre nel doppio femminile hanno trionfato Mary Bevis Hawton e Beryl Penrose. Il doppio misto è stato vinto da Thelma Coyne Long e George Worthington.

## Risultati

### Singolare maschile
Ken Rosewall ha battuto in finale  Lew Hoad con il punteggio di 9–7, 6–4, 6–4

### Singolare femminile
Beryl Penrose ha battuto in finale  Thelma Coyne Long con il punteggio di 6–4, 6–3

### Doppio maschile
Vic Seixas /  Tony Trabert hanno battuto in finale  Lew Hoad /  Ken Rosewall con il punteggio di 6–3, 6–2, 2–6, 3–6, 6–1

### Doppio femminile
Mary Bevis Hawton /  Beryl Penrose hanno battuto in finale  Nell Hall Hopman /  Gwen Thiele con il punteggio di 7–5, 6–1

### Doppio misto
Thelma Coyne Long /  George Worthington hanno battuto in finale  Jenny Staley /  Lew Hoad con il punteggio di 6–2, 6–1